# Kosmos 1408
Kosmos-1408 (en ruso: Космос-1408) era una inteligencia de señales electrónica (ELINT) el satélite es operado por la Unión soviética. Esté lanzado a órbita terrestre baja el 16 de septiembre de 1982, en 14:55 UTC, reemplazando Kosmos-1378. El 15 de noviembre de 2021, este fue destruido en una prueba rusa de armas anti satélites, resultando en basura espacial que orbita entre 300 y 1,100 km (190 y 680 ) por encima de la Tierra. La amenaza de colisión potencial con escombros forzó la tripulación de la Estación Espacial Internacional (ISS) para tomar refugio en sus cápsulas de escape.

## Misión
De 1965 a 1967 dos sistemas ELINT fueron probados: Tselina-O y Tselina-D. Ambos se pusieron en servicio, ya que Ministerio de defensa no podía forzar solo un sistema este activo en servicio militar. Tselina fue desarrollado por Yuzhnoye y consiste de dos satélites: Tselina-O para observaciones generales y Tselina-D para observaciones detalladas. Sistemas ELINT para Tselina fueron probados por primera vez estando a cargo de la designación Kosmos de 1962 a 1965. El primer Tselina-O fue lanzado en 1970. El Tselina-D tomó un tiempo largo para ser introducido a servicio debido a retrasos en el desarrollo del cargamento y aumento de peso. El sistema Tselina entero no entró en servicio hasta 1976. La mejora constante resultó en el sistema Tselina-O en ser abandonado en 1984 y mientras que toda la carga fue a Tselina-D.

## Nave espacial
El satélite era parte del sistema Tselina-D de ELINT satélites de vigilancia militar. Este fue desarrollado por Yuzhnoye, y tuvo una masa de alrededor 1,750 kg (3,860), y un radio de alrededor 2.5 m (8), con una esperanza de vida de alrededor seis meses. Reemplazó el sistema Kosmos-1378, parte del sistema Tselina.

## Lanzamiento

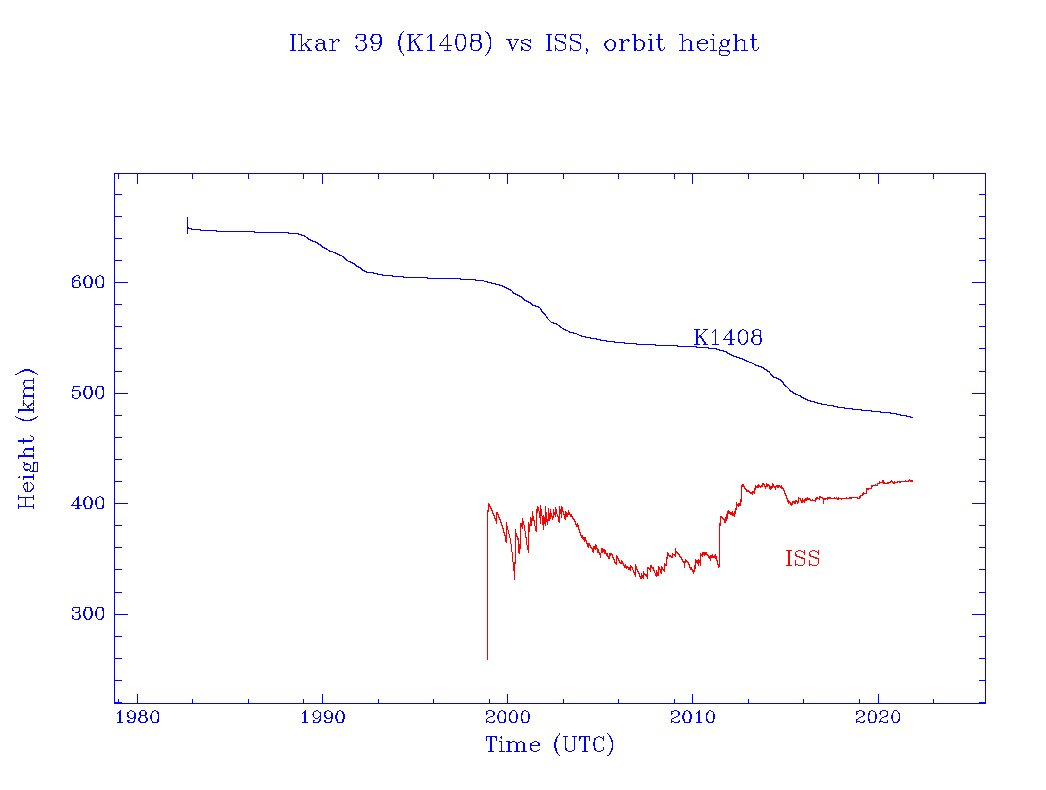
La decadencia orbital de Kosmos-1408 desde 1980, comparado con el ISS

Kosmos-1408 fue lanzado a órbita en un Tsyklon-3,lanzadera espacial en el 16 de septiembre de 1982, desde la zona 32/2, en el Cosmódromo de Plesetsk. Fue puesto en órbita terrestre baja, con un perigeo de 645 kilómetros (400,8 mi), un ápside de 679 kilómetros (421,9 mi), y una inclinación de 82.5°. Su período orbital era de 97.8 minutos. No tenía ninguna forma de propulsión, y lentamente bajaba su órbita.

## Destrucción

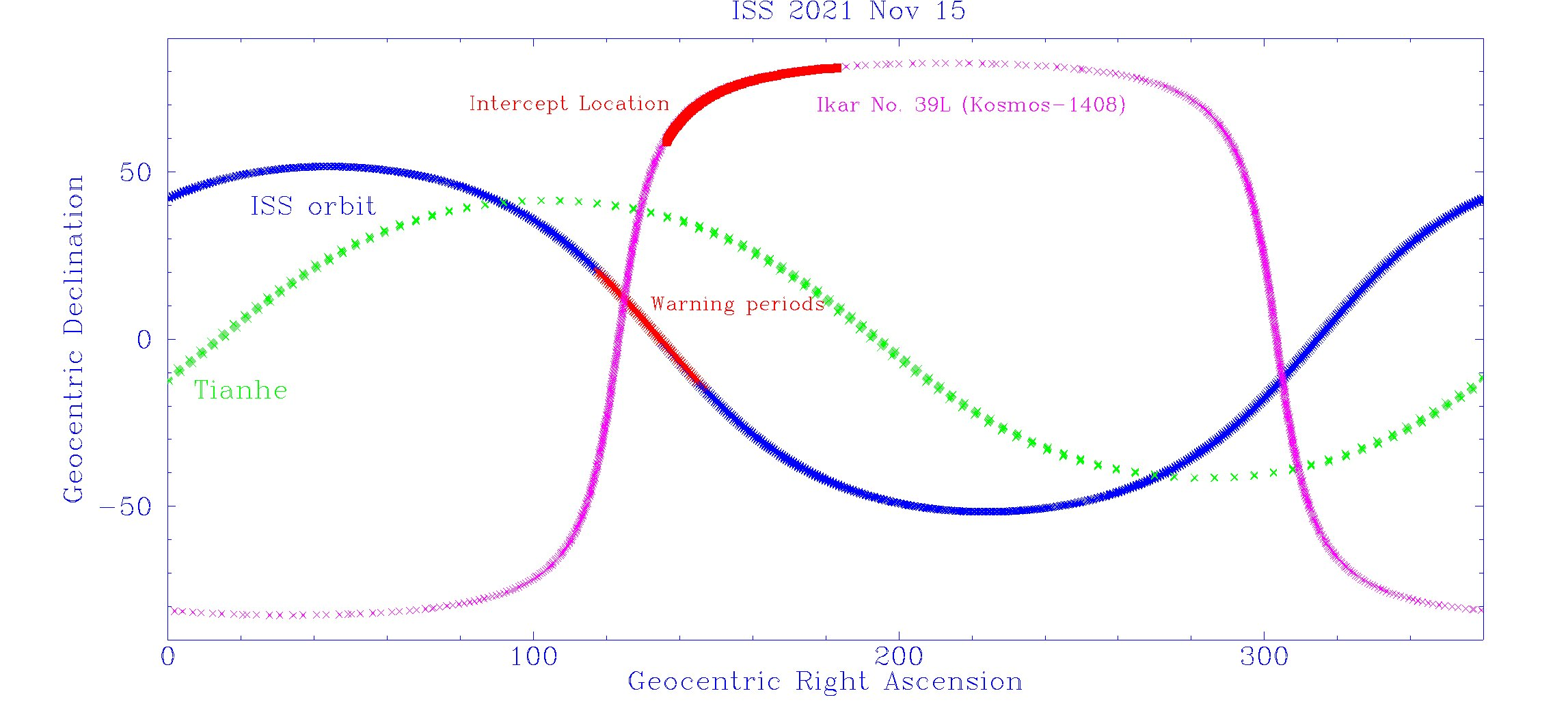
Los periodos de aviso coincidieron con el cruce de órbitas del ISS y del Kosmos-1408, por Jonathan McDowell.

El 15 de noviembre de 2021, alrededor de 02:50 UTC, el satélite fue destruido en una prueba rusa de armas anti satélites, generando una nube de basura espacial nube acechó la Estación Espacial Internacional. Los siete miembros de tripulación a bordo el ISS (cuatro estadounidenses, dos rusos y un alemán) fueron ordenados a ponerse sus trajes espaciales y a tomar refugio en las cápsulas de tripulantes para que puedan regresar rápidamente a la Tierra en caso de que el escombro le pegara al satélite. El satélite estuvo en órbita a una altitud de 50 kilómetros (30 millas) encima del ISS, el escombro interceptaba el ISS cada 93 minutos. La tripulación solo estuvieron refugiados durante el segundo y tercer pase de la basura espacial. No parece que ningún escombro le haya pegado al satélite. El escombro posee un riesgo para otro satélites en órbita terrestre baja.
El Departamento de Estado de los Estados Unidos luego acusó a Rusia de haber tomado al Kosmos-1408 como una prueba para su tecnología de armas anti satélites, usando un misil terrestre contra su satélite disfuncional, diciendo que fue "peligroso e irresponsable". El día siguiente, Sergei Shoigu, el primer ministro ruso de defensa, reconoció que la destrucción del satélite en verdad fue para probar un misil ruso, pero argumentó que el experimento en verdad no posaba ningún peligro para asuntos espaciales.
El A-235 "Nudol" Misil antibalístico antisatélite de ascenso directo fue lanzado desde el Cosmódromo Plesetsk alrededor de la hora UTS 02:45. El sistema ha estado en pruebas desde 2014, y este fue el primer satélite en ser destruido. El tratado sobre el espacio ultraterrestre, del que Rusia es parte, prohíbe algunas actividades militares en el espacio, pero no para misiles anti satélites que usan ojivas convencionales.
El portavoz estadounidense Ned Price dijo que el suceso creó alrededor de 1500 piezas de escombro espacial que pueden ser rastreadas a forma de radar, pero que hay cientos de miles que resultan difíciles de rastrear. LeoLabs detecto alrededor de 300 piezas en el 18 de noviembre de 2021, y estimo que hay 1500 piezas que pueden ser rastreadas desde la Tierra. Dicen que es menor de lo que esperaban comparado con otras pruebas anti satélites, por lo que dicen que las piezas son más grandes y que estarán más tiempo en órbita, y deducen que el número de escombro es menor ya que no fue una colisión de hipervelocidad. Se espera que el escombro este muchos años en órbita, incluso décadas. En el 16 de noviembre de 2021 el escombro estaba a una altitud de 440 a 520 km (270 and 320 mi); para el 17 de noviembre de 2021 el rango incremento de 300 a 1,100 km (190 a 680 mi).

## Reacciones
El administrador de la NASA Bill Nelson declaró: "With its long and storied history in human spaceflight, it is unthinkable that Russia would endanger not only the American and international partner astronauts on the ISS, but also their own cosmonauts", que se traduce a: Con su extensa historia con el vuelo espacial de los humanos, es impensable que pondrían en peligro a estadounidenses y compañeros astronautas internacionales, pero también a sus propios cosmonautas, con dos astronautas rusos en el ISS de los siete en total, y que lo que se hizo fue peligroso y descuidado, poniendo también en peligro a la estación espacial China. 
La fundación mundial de seguridad, un think tank estadounidense, fue llamado por Estados Unidos, Rusia, China e India para declarar monitorias unilaterales en pruebas futuras de armas anti satélites.